# رومين ساتو
رومين ساتو (باليونانية: Ρομέιν Σάτο)‏ مواليد 2 مارس 1981 في جمهورية أفريقيا الوسطى، هو لاعب كرة سلة. بدأ مسيرته الاحترافية في سنة 2004. تم اختياره من قبل فريق سان أنطونيو سبرز خلال الدرافت. يلعب مع فريق فالنسيا باسكت. يحمل الرقم 10. يبلغ طوله 6 قدم 4.75 بوصة (1.9 م).

## المسيرة الاحترافية
لعب مع أورورا باسكت ييزي في موسم 2005–2006، ثم لعب مع نادي برشلونة لكرة السلة في الدوري الإسباني في سنة 2006، ثم لعب مع منز سانا 1871 باسكت من سنة 2006 إلى 2010، ثم لعب مع نادي باناثينايكوس لكرة السلة من سنة 2010 إلى 2012، ثم لعب مع فنربخشة لكرة السلة في الدوري التركي في موسم 2012–2013، ثم لعب مع فالنسيا باسكت في الدوري الإسباني في سنة 2013.

## إحصائيات المسيرة
| † | يشير إلى المواسم التي فاز فيها بالبطولة |

### الدوري الأوروبي
| السنة    | الفريق                       | لعب | بدأ | دقيقة | ميداني% | ثلاثية | حرة  | ارتداد | صنع | استلاب | تصدي | نقطة | أداء |
| -------- | ---------------------------- | --- | --- | ----- | ------- | ------ | ---- | ------ | --- | ------ | ---- | ---- | ---- |
| 2007–08  | منز سانا 1871 باسكت          | 23  | 22  | 28.0  | .442    | .347   | .731 | 4.9    | 1.0 | 1.8    | .1   | 11.6 | 12.7 |
| 2008–09  | منز سانا 1871 باسكت          | 20  | 19  | 25.8  | .462    | .400   | .814 | 3.9    | .7  | 1.8    | .1   | 10.1 | 10.8 |
| 2009–10  | منز سانا 1871 باسكت          | 16  | 16  | 28.0  | .490    | .396   | .855 | 5.3    | 1.3 | 1.5    | .0   | 13.6 | 16.3 |
| 2010–11† | نادي باناثينايكوس لكرة السلة | 21  | 16  | 26.2  | .413    | .388   | .813 | 3.9    | 1.1 | .7     | .1   | 9.0  | 10.1 |
| 2011–12  | نادي باناثينايكوس لكرة السلة | 23  | 20  | 26.0  | .410    | .347   | .712 | 4.7    | 1.0 | .7     | .4   | 7.1  | 8.6  |
| 2012–13  | فنربخشة لكرة السلة           | 23  | 23  | 27.0  | .408    | .341   | .810 | 4.2    | 1.3 | .7     | .1   | 7.3  | 8.2  |
| 2014–15  | فالنسيا باسكت                | 9   | 6   | 27.3  | .362    | .292   | .800 | 4.8    | 1.1 | .9     | .6   | 6.3  | 6.7  |
| المسيرة  |                              | 126 | 122 | 26.8  | .433    | .364   | .789 | 4.4    | 1.1 | 1.2    | .2   | 9.4  | 10.6 |

## روابط خارجية
- رومين ساتو على موقع الاتحاد الدولي لكرة السلة (الإنجليزية)
- رومين ساتو على موقع الدوري الأوروبي لكرة السلة (الإنجليزية)
- رومين ساتو على موقع سبورتس رفرنس (الإنجليزية)
- رومين ساتو على موقع الدوري الإسباني لكرة السلة (الإسبانية)
- رومين ساتو على موقع كرة السلة الأوروبية.كوم (الإنجليزية)
- رومين ساتو على موقع DraftExpress.com (الإنجليزية)
- رومين ساتو على موقع كلية كرة السلة في سبورتس رفرنس.كوم (الإنجليزية)
- رومين ساتو على موقع ريلجم (الإنجليزية)
- رومين ساتو على موقع بروبوليرز (الإنجليزية)
- رومين ساتو على موقع سبورتس رفرنس (الإنجليزية)